# Stepowe (rejon odeski)
Stepowe (ukr. Степове) – osiedle na Ukrainie, w obwodzie odeskim, w rejonie odeskim. W 2001 liczyło 170 mieszkańców, wśród których 153 wskazało jako ojczysty język ukraiński, 9 rosyjski, 5 mołdawski, a 3 białoruski.